# フラバルス
フラバルスは福岡県福岡市出身の黒田晃太郎（くろだこうたろう、元サカノボルト）のソロユニットである。
2005年5月活動開始。2006年コロムビアミュージックエンタテインメントよりデビュー。

## ディスコグラフィー

### シングル
1. 君に捧げるメロディ（2007年5月23日）

### ミニアルバム
1. エンドレス（2006年11月22日）
  1. エンドレス
  2. ラストショー
  3. BLUE
  4. ロシアンヌ
  5. テレスト
  6. 帰り道

### アルバム
1. End Of The DREAMS（2007年6月）